# Metriorrhynchus palawanensis
Metriorrhynchus palawanensis là một loài bọ cánh cứng trong họ Lycidae. Loài này được Bocak, Matsuda & Yagi miêu tả khoa học năm 2006.